# .tk
.tk is het topleveldomein van Tokelau. Het wordt onderhouden door DOT.TK, van het bureau Telecommunication Tokelau Corporation (Teletok). Het technische IANA-contact voor .tk is gevestigd in Amsterdam.
Dot TK is vooral bekend geworden door het feit dat de domeinnamen op aanvraag gratis worden verstrekt. Er zijn wel enkele beperkingen. Zo is er slechts een beperkt aantal e-mailadressen beschikbaar. Aanvankelijk werden de webpagina's getoond binnen een frame van DOT TK, wat later werd opgegeven. Een gratis .tk-domeinnaam zonder technische ingrepen om advertenties en frames te verwijderen was daardoor nauwelijks bruikbaar voor zakelijke doeleinden. Voor zakelijk gebruik kan men een betaalde domeinnaam registreren.
In maart 2007 heeft de registrator een aanpassing doorgevoerd om het misbruik van de pop-upvensters te beperken.
Op 27 juni 2008 heeft de registrator bekendgemaakt geen reclamebanners meer te plaatsen op de gratis domeinen.
Via een paar nieuwe diensten kan men de eigen link nu bijvoorbeeld ook meteen twitteren of meteen vanuit de browser verkorten.
De opbrengsten van de websites gaan deels naar de Tokelause overheid.